# Ta-jü
Ta-jü (čínsky pchin-jinem Dàyú, znaky zjednodušené 大余, tradiční 大餘) je okres ležící na východě městské prefektury Kan-čou v jižní části provincie Ťiang-si Čínské lidové republiky. Rozloha okresu je 1368 km², roku 2010 měl 289 000 obyvatel.

## Historie
Na území dnešního okresu Ta-jü existoval od roku 214 př. n. l. okres Nan-jie, v 6. století bylo území součástí komandérie Š’-sing, přechodně koncem 6. století zde vznikl okres Ta-jü, který definitivně existoval od roku 705 v rámci kraje Čchien. Od roku 990 byl okres Ta-jü sídelním okresem nově zřízeného speciálního kraje Nan-an, roku 1277 povýšeného na fiskální oblast lu a roku 1365 reorganizovaného v prefekturu.
Po vzniku Čínské republiky byly prefektury zrušeny, včetně prefektury Nan-an, a okres Ta-jü přímo podléhal provinční správě. V Čínské lidové republice okres Ta-jü podléhal a podléhá prefektuře, resp. městské prefektuře Kan-čou.